# The Fairy-Queen
The Fairy-Queen ist eine Masque oder Semi-Oper von Henry Purcell. Die Uraufführung des Werks erfolgte am 2. Mai 1692 im Queen’s Theatre, Dorset Garden in London. Das Libretto ist eine anonyme Bearbeitung des Sommernachtstraums von Shakespeare, als Autor wird Thomas Betterton vermutet.

## Entstehung und Wirkungsgeschichte

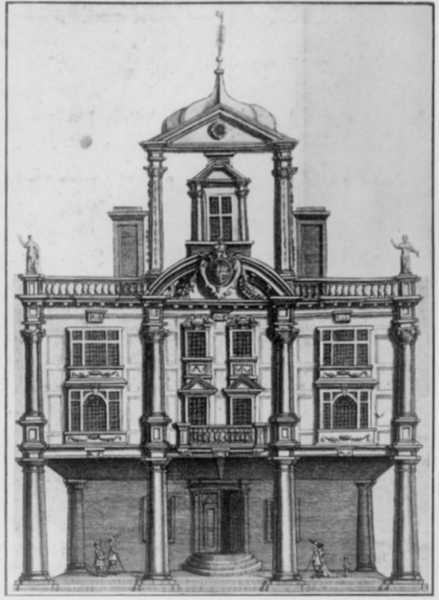
The Queen’s Theatre, Dorset Garden, Ort der Uraufführung

Nach dem großen Erfolg seiner Opern Dioclesian (1690) und King Arthur (1691) komponierte Purcell 1692 The Fairy-Queen. Zu dieser Zeit war Shakespeares Sommernachtstraum etwa hundert Jahre alt; sein Text wurde dem zeitgenössischen Geschmack angepasst und die Rolle der Feenkönigin wurde stärker hervorgehoben. Insbesondere wurde das Werk gekürzt, um die Einführung musikalischer Szenen zu ermöglichen.
Der Erfolg der Fairy Queen von 1692 war groß, aber die Aufführung erwies sich als wahrhaft kostspielig. Um ihre Ausgaben wieder hereinzubekommen, spielte die Theatergesellschaft United Company das Stück im darauffolgenden Jahr neu, mit einigen musikalischen Änderungen. Zwei neue Arien kamen hinzu: eine im dritten Akt, „Ye gentle spirits of the air“, und eine im fünften Akt, „O let me ever, ever weep“, obwohl sie nicht das Geringste mit der Handlung zu tun haben. Zudem wurde die erste Szene des ursprünglichen Stücks – der Auftritt von Fürst Theseus, Egeus und der Liebenden – gestrichen, um Platz für eine neue musikalische Episode zu schaffen. Das Publikum von 1693 muss Shakespeares Stück so gut gekannt haben, dass diese Unterlassung unwichtig erschien, auch wenn auf diese Weise die Geschichte jetzt allen Zusammenhalt verlor. Im hinzugefügten musikalischen Teil entdecken die Elfen im Wald drei betrunkene Dichter, quälen sie und schicken sie dann in den Schlaf, damit sie ihren Rausch loswerden.
Nach Purcells Tod ging die Partitur verloren und wurde erst im frühen 20. Jahrhundert wiederentdeckt.

## Form und Inhalt
Das Stück ist in fünf Akte aufgeteilt. Der Text wird von 16 Solisten und einem vierstimmigen Chor gesungen, der meistens den musikalischen Inhalt der Arien wiederholt. Das Orchester besteht aus zwei Flöten, zwei Oboen, zwei Trompeten, Pauken, Streichern und einem Cembalo.
Purcells Version der Fairy Queen ist typisch für das englische Theater der Restaurationszeit, wobei vielfältige Formen der Bühnenmaschinerie eingesetzt werden. Die Musik wird in Form von vier verschiedenen Maskenspielen eingeflochten, wobei eine Reihe von Figuren jeweils die natürlichen und symbolischen Ereignisse an der Stelle, wo sie in der Handlung auftreten, darstellen.
Das erste Maskenspiel bietet der zweite Akt, wo die Geister der Nacht, des Geheimnisses, der Verschwiegenheit und des Schlafs auftreten und die Feenkönigin Titania nach einer Reihe von Elfenspielen in den Schlaf singen. Das Maskenspiel des dritten Akts enthält Titanias zauberhafte Liebe für Bottom, den Weber (der einen Eselskopf trägt). Nach einer Arie über die Freuden und Qualen der Liebe folgt ein komisches Zwischenspiel mit dem Bauernpaar Corydon und Mopsa, wobei der weibliche Part ursprünglich von einem Darsteller in Frauenkleidern gesungen wurde. Im vierten Akt setzt die Musik ein, nachdem sich Titania und Oberon nach einem Streit wieder versöhnt haben.
Die musikalische Episode für den fünften Akt ist wohl die bemerkenswerteste Zugabe zu Shakespeares Originalversion. Der Hintergrund für dieses Maskenspiel ist ein chinesischer Garten, in dem ein Mann und eine Frau – als orientalisches Paar Adam und Eva – die Freuden ihres Gartens Eden besingen, bevor der Mensch kam, um diese Schönheit zu zerstören. Hier erscheint auch Juno, die Königin der Götter, mit Hymen, dem Gott der Ehe, um die Liebenden zu segnen und die Oper zu ihrem spektakulären Ende zu bringen.
Die Begleitung ist für das zeittypische Orchester gesetzt – hauptsächlich für Streicher mit Unterstützung durch ein Continuo. An einigen Stellen fügt Purcell Oboen, Flöten und/oder Trompeten hinzu, um die Klangfarbe der Instrumentierung zu variieren. Zu Purcells Zeit war es üblich, Musik zu spielen, während das Publikum im Theater seine Plätze einnahm. Diese Musik bestand oft aus zwei Teilen von volkstümlichen Tänzen und wurde deshalb The First Musick und The Second Musick genannt. Zwischen den Akten wurde kein Vorhang heruntergelassen, sondern es erklangen weitere musikalische Zwischenspiele, die sogenannten Act Tunes.

## Abfolge der musikalischen Nummern
nach dem Zimmerman-Verzeichnis
- 1) 1st Music (Prelude and Hornpipe)
- 2) 2nd Music (Air and Rondeau)
- 3) Overture (Grave and Canzona)

Erster Akt
- 4) Prelude and Aria, „Come, come, come, let us leave the town“
- 5) Prelude, Aria and Chorus, „Fill up the bowl!“
- 6) 1st Act Tune (Jig)

Zweiter Akt
- 7) Prelude and Aria, „Come all ye songsters of the sky“
- 8a) Prelude
- 8b) Trio, „May the god of wit inspire“
- 8c) Echo
- 9) Chorus, „Now joyn your warbling voices all“
- 10a – b) Aria and Chorus, „Sing while we trip it on the green“
- 10c) A dance of the fairies
- 11) Prelude and Aria, „See even Night herself is here“
- 12) Aria, „I am come to lock all fast“
- 13) Prelude and Aria, „One charming night“
- 14) Aria and Chorus, „Hush, no more, be silent all“
- 15) Dance – A dance for the followers of the night
- 16) 2nd Act Tune (Air)

Dritter Akt
- 17) Prelude, Aria and Chorus, „If love’s a sweet passion“
- 18) Overture – Symphony while the swans come forward
- 19) Dance – Dance for the fairies
- 20) Dance – Dance for the green men
- 21) Aria, „Ye gentle spirits of the air appear“
- 22) Aria, „Now the maids and the men“
- 23) Aria, „When I have often heard“
- 24a) Dance – A dance of haymakers
- 24b) Dance – Dance for a clown
- 25) Aria and Chorus, „A thousand thousand ways we’ll find“
- 26) 3rd Act Tune (Hornpipe)

Vierter Akt
- 27) Symphony – Sonata while the sun rises
- 28) Aria and Chorus, „Now the night is chas’d away“
- 29) Duet, „Let the fifes, and the clarions“
- 30) Entry of Phoebus
- 31) Prelude and Aria, „When a cruel long winter“
- 32) Chorus, „Hail! Great parent of us all“
- 33) Prelude and Aria, „Thus the ever grateful spring“
- 34) Prelude and Aria, „Here’s the summer, sprightly, gay“
- 35) Prelude and Aria, „See my many colour’d fields“
- 36) Prelude and Aria, „Next, winter comes slowly“
- 37) Chorus, „Hail! Great parent of us all“
- 38) 4th Act Tune (Air)

Fünfter Akt
- 39a) Prelude to Juno’s song
- 39b – c) Aria, „Thrice happy lovers“
- 40) Aria, „O let me weep“
- 41) Dance – Entry dance
- 42) Symphony
- 43) Aria, „Thus the gloomy world at first began to shine“
- 44) Prelude, Aria and Chorus, „Thus happy and free“
- 45) Ground and Aria, „Yes, Daphne, in your looks I find“
- 46) Dance – Monkey’s dance
- 47) Prelude and Aria, „Hark how all things in one sound agree“
- 48) Aria and Chorus, „Hark! Now the echoing air“
- 49) Duet and Chorus, „Sure the dull god of marriage“
- 50a) Prelude
- 50b) Aria, „See, see, I obey“
- 50c) Duet, „Turn then thine eyes“
- 50d) Aria, „My torch, indeed will from such brightness shine“
- 50e – f) Trio, „They shall be as happy“
- 51) Chaconne – Dance for the chinese man and woman

## Musikalische Bezugnahme
Im Juni 2013 wurde an der Berliner Staatsoper Unter den Linden die Oper AscheMOND oder The Fairy Queen von Helmut Oehring uraufgeführt. Das Libretto für dieses Auftragswerk der Staatsoper schrieb Stefanie Wördemann.